# Нтиликина, Франк
Франк Брайан Нтиликина (фр. Frank Bryan Ntilikina; род. 29 июля 1998 или 28 июля 1998, Иксель) — французский профессиональный баскетболист, играющий на позиции разыгрывающего защитника в клубе Евролиги «Партизан». Был выбран на драфте НБА 2017 года в первом раунде под общим восьмым номером «Нью-Йорк Никс».

## Карьера

### Нью-Йорк Никс (2017—2021)
22 июня 2017 года Нтиликина был выбран на драфте НБА 2017 года под общим 8-м номером командой «Нью-Йорк Никс». 5 июля 2017 Нтиликина подписал с командой контракт. В составе «Нью-Йорка» дебютировал 19 октября 2017 года, в матче против «Оклахомы». Дебютные очки набрал 28 октября в матче против «Бруклин Нетс», в котором его команда одержала победу со счётом 107-86. Нтиликина набрал девять очков, совершил два подбора, отдал пять результативных передач и совершил один перехват, за что получил одобрение со стороны партнера Кристапса Порзингиса. По состоянию на 2017 год игрок являлся одним из самых молодых игроков НБА (ему было 19 лет). 15 января 2018 года Нтиликина записал на свой счёт первый в карьере дабл-дабл, набрав 10 очков, отдав 10 результативных передач, совершил 7 подборов, 2 блок-шота и один перехват в матче против «Бруклин Нетс», а команда победила со счётом 119—104.

### Даллас Маверикс (2021—2023)
16 сентября 2021 года Нтиликина подписал контракт с «Даллас Маверикс». Он дебютировал за клуб 21 октября 2021 года в матче против «Атланты Хокс», сыграв четыре минуты.

### Шарлотт Хорнетс (2023—2024)
5 августа 2023 года Нтиликина подписал частично гарантированный контракт с командой «Шарлотт Хорнетс». 8 февраля 2024 года был выставлен на вейвер.

### Партизан (2024—настоящее время)
20 июня 2024 года подписал контракт с сербским «Партизаном». 13 января 2025 года Нтиликина получил травму ноги в матче Адриатической лиги. Ожидается, что баскетболист пропустит минимум неделю и не сможет помочь «Партизану» в двух матчах Евролиги.

## Сборная Франции
Нтиликина начал выступать за молодёжные сборные Франции с 2014 года. Принял участие в чемпионате Европы для юношей не старше 16 лет в Латвии, завоевал золотую медаль. Его статистика в среднем за матч: 7,4 очка, 2 результативные передачи, 1,6 подбора и один перехват. Также выступал за сборную Франции на чемпионате Европы по баскетболу среди юношей до 18 лет в 2016 году в Турции, где также стал обладателем золотой медали. Лучшим матчем на турнире для игрока стала финальная встреча со сборной Литвы, в которой он набрал 31 очко, в том числе реализовав 7 из 10 трёхочковых бросков. На турнире в среднем за матч набирал 15,2 очка, отдавал 4,5 передачи, совершал 2,8 подбора и 2,2 перехвата при реализации более 50 % бросков (в том числе 58,6 % с дальней дистанции), что позволило завоевать титул MVP турнира.
В сентябре 2015 года Нтиликина был приглашен для участия в матче всех звёзд первенства Европы до 18 лет, где он отдал 8 передач, набрал 13 очков и совершил 4 подбора.
Нтиликина помог Франции завоевать бронзовую медаль на Кубке мира по баскетболу 2019 года.

## Достежения
- Чемпион лиги АБА 2024/2025
- Чемпион Сербской лиги 2024/2025

## Статистика

### Статистика в НБА
| Сезон   | Команда  | Регулярный сезон | Регулярный сезон | Регулярный сезон | Регулярный сезон | Регулярный сезон | Регулярный сезон | Регулярный сезон | Регулярный сезон | Регулярный сезон | Регулярный сезон | Регулярный сезон | Серия плей-офф | Серия плей-офф | Серия плей-офф | Серия плей-офф | Серия плей-офф | Серия плей-офф | Серия плей-офф | Серия плей-офф | Серия плей-офф | Серия плей-офф | Серия плей-офф |
| Сезон   | Команда  | GP               | GS               | MPG              | FG%              | 3P%              | FT%              | RPG              | APG              | SPG              | BPG              | PPG              | GP             | GS             | MPG            | FG%            | 3P%            | FT%            | RPG            | APG            | SPG            | BPG            | PPG            |
| ------- | -------- | ---------------- | ---------------- | ---------------- | ---------------- | ---------------- | ---------------- | ---------------- | ---------------- | ---------------- | ---------------- | ---------------- | -------------- | -------------- | -------------- | -------------- | -------------- | -------------- | -------------- | -------------- | -------------- | -------------- | -------------- |
| 2017/18 | Нью-Йорк | 78               | 9                | 21,9             | 36,4             | 31,8             | 72,1             | 2,3              | 3,2              | 0,8              | 0,2              | 5,9              | Не участвовал  | Не участвовал  | Не участвовал  | Не участвовал  | Не участвовал  | Не участвовал  | Не участвовал  | Не участвовал  | Не участвовал  | Не участвовал  | Не участвовал  |
| 2018/19 | Нью-Йорк | 43               | 16               | 21,0             | 33,7             | 28,7             | 76,7             | 2,0              | 2,8              | 0,7              | 0,3              | 5,7              | Не участвовал  | Не участвовал  | Не участвовал  | Не участвовал  | Не участвовал  | Не участвовал  | Не участвовал  | Не участвовал  | Не участвовал  | Не участвовал  | Не участвовал  |
| 2019/20 | Нью-Йорк | 57               | 26               | 20,8             | 39,3             | 32,1             | 86,4             | 2,1              | 3,0              | 0,9              | 0,3              | 6,3              | Не участвовал  | Не участвовал  | Не участвовал  | Не участвовал  | Не участвовал  | Не участвовал  | Не участвовал  | Не участвовал  | Не участвовал  | Не участвовал  | Не участвовал  |
| 2020/21 | Нью-Йорк | 33               | 4                | 9,8              | 36,7             | 47,9             | 44,4             | 0,9              | 0,6              | 0,5              | 0,1              | 2,7              | 3              | 0              | 1,2            | 0,0            | 0,0            | -              | 0,0            | 0,0            | 0,0            | 0,0            | 0,0            |
| 2021/22 | Даллас   | 58               | 5                | 11,8             | 39,9             | 34,2             | 96,0             | 1,4              | 1,2              | 0,5              | 0,1              | 4,1              | 12             | 0              | 10,4           | 33,3           | 30,0           | 100,0          | 1,0            | 0,8            | 0,7            | 0,1            | 1,9            |
| 2022/23 | Даллас   | 47               | 5                | 12,9             | 36,4             | 25,4             | 66,7             | 1,3              | 1,2              | 0,3              | 0,1              | 2,9              | Не участвовал  | Не участвовал  | Не участвовал  | Не участвовал  | Не участвовал  | Не участвовал  | Не участвовал  | Не участвовал  | Не участвовал  | Не участвовал  | Не участвовал  |
| 2023/24 | Шарлотт  | 5                | 0                | 8,6              | 11,1             | 12,5             | 100,0            | 1,2              | 0,8              | 0,0              | 0,0              | 1,0              | Не участвовал  | Не участвовал  | Не участвовал  | Не участвовал  | Не участвовал  | Не участвовал  | Не участвовал  | Не участвовал  | Не участвовал  | Не участвовал  | Не участвовал  |
|         | Всего    | 321              | 65               | 17,0             | 36,9             | 32,0             | 76,2             | 1,8              | 2,2              | 0,7              | 0,2              | 4,8              | 15             | 0              | 8,5            | 32,0           | 28,6           | 100,0          | 0,8            | 0,6            | 0,5            | 0,1            | 1,5            |

### Статистика в других лигах
| Сезон | Команда              | Лига                   | GP  | GS | MPG  | FG%  | 3P%  | FT%  | RPG | APG | SPG | BPG | PFL | TOV | PPG |
| --- | -------------------- | ---------------------- | --- | -- | ---- | ---- | ---- | ---- | --- | --- | --- | --- | --- | --- | --- |
| 2014/15 | Страсбур             | Чемпионат Франции      | 3   | 0  | 8,0  | 33,3 | 50,0 | 50,0 | 0,3 | 1,0 | 0,0 | 0,0 | 1,0 | 0,7 | 2,0 |
| 2015/16 | Все клубы            | Все лиги               | 40  | 0  | 7,7  | 30,2 | 26,7 | 72,7 | 0,6 | 0,5 | 0,2 | 0,1 | 1,2 | 0,3 | 1,3 |
| 2015/16 | Страсбур             | Чемпионат Франции      | 29  | 0  | 8,9  | 32,0 | 28,6 | 85,7 | 0,7 | 0,7 | 0,3 | 0,1 | 1,4 | 0,2 | 1,4 |
| 2015/16 | Страсбур             | Кубок Европы           | 5   | 0  | 3,6  | 25,0 | -    | -    | 0,4 | 0,2 | 0,0 | 0,0 | 0,4 | 0,2 | 0,4 |
| 2015/16 | Страсбур             | Евролига               | 4   | 0  | 5,7  | 28,6 | 0,0  | 50,0 | 0,5 | 0,0 | 0,0 | 0,0 | 0,8 | 0,8 | 1,5 |
| 2015/16 | Страсбур             | Кубок французской лиги | 2   | 0  | 4,0  | 0,0  | -    | -    | 0,5 | 0,0 | 0,0 | 0,0 | 1,0 | 0,5 | 0,0 |
| 2016/17 | Все клубы            | Все лиги               | 60  | 37 | 19,1 | 44,9 | 37,5 | 64,1 | 2,2 | 1,7 | 0,8 | 0,2 | 2,3 | 1,0 | 5,8 |
| 2016/17 | Страсбур             | Чемпионат Франции      | 45  | 32 | 19,3 | 45,5 | 38,0 | 59,5 | 2,3 | 1,5 | 0,7 | 0,2 | 2,4 | 0,9 | 5,4 |
| 2016/17 | Страсбур             | Лига чемпионов ФИБА    | 14  | 4  | 18,2 | 44,9 | 39,5 | 72,7 | 1,9 | 2,1 | 0,9 | 0,1 | 1,6 | 1,5 | 7,2 |
| 2016/17 | Страсбур             | Кубок французской лиги | 1   | 1  | 26,0 | 20,0 | 0,0  | -    | 0,0 | 2,0 | 0,0 | 1,0 | 4,0 | 1,0 | 2,0 |
| Всего | Всего                | Всего                  | 103 | 37 | 14,4 | 42,1 | 36,4 | 64,9 | 1,5 | 1,2 | 0,5 | 0,1 | 1,8 | 0,7 | 3,9 |
| В чемпионате Франции | В чемпионате Франции | В чемпионате Франции   | 77  | 32 | 14,9 | 42,6 | 36,8 | 62,7 | 1,6 | 1,2 | 0,5 | 0,1 | 2,0 | 0,6 | 3,8 |
| Наведите курсор мыши на аббревиатуры в заголовке таблицы, чтобы прочесть их расшифровку Статистика приведена с сайта basketball.realgm.com |                      |                        |     |    |      |      |      |      |     |     |     |     |     |     |     |